# Dresdens hängbana

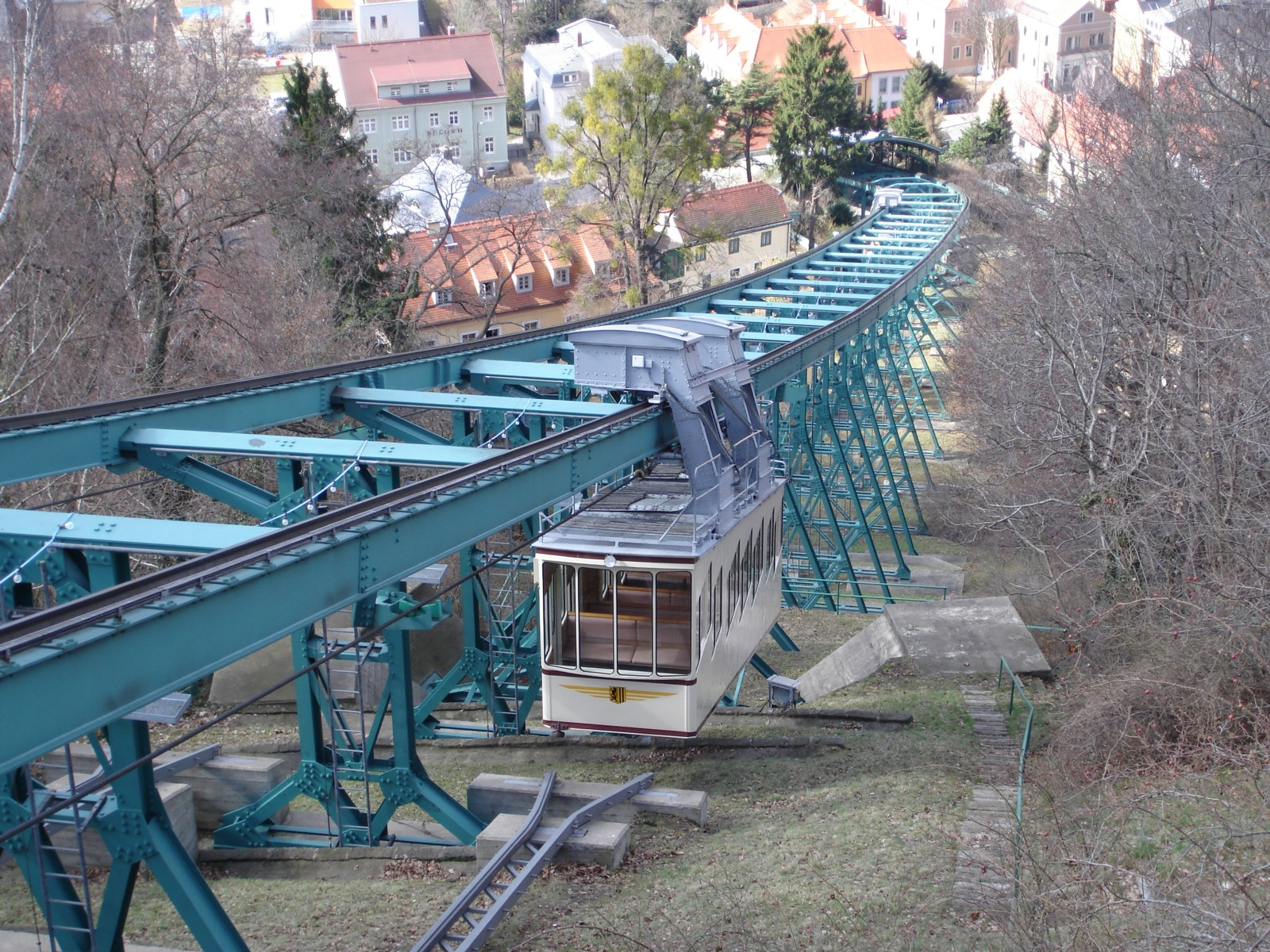
Schwebebahn Dresden

Dresdens hängbana är en hängbana i Dresden som förbinder stadsdelarna Loschwitz och Oberloschwitz. Banans sträckning är 274 meter. Banan öppnades 6 maj 1901 och är precis som Wuppertals hängbana en konstruktion av Eugen Langen. Höjdskillnaden mellan högsta och lägsta delar av banan är ca 84 meter.